# Pozsarevacska szerb ortodox templom (Szentendre)
A Pozsarevacska szerb ortodox templom Szentendrén található.

## Története
Szerbek építették 1750 körül. Az 1838-as árvíz idején megrongálódott, nemsokára újra felépítették. A legkisebb tornyú templom Szentendrén. 2018-ban felújították.